# Нідже
Нідже (мак. Ниџе, грец. Βόρας, Ворас) — гора на кордоні між Республікою Македонія і Грецією. Найвища точка гори називається Каймакчалан (2 521 метри). За назвою цієї точки (Каймакчалан) часто називають і саму гору, особливо це поширено у Греції. За положенням і геологічним складом гора схожа на гори Якубиця і Баба. Сформувалась за часів палеозою, а в найвищій частині є вапняк мезозойського віку. Гора Нідже відома багатою фауною, види якої зустрічаються як у Середземномор'ї, так і в Північній Європі.
Гора також пов'язана з болгарською історією — на Каймакчалані під час Першої світової війни болгарська армія вела бої з Антантою.